# The Full Monty, la série
Pour les articles homonymes, voir The Full Monty (homonymie).
Production
Diffusion
Chronologie
The Full Monty
The Full Monty, la série (The Full Monty) est une série télévisée américano-britannique créée par Simon Beaufoy et Alice Nutter et diffusée en 2023. Il s'agit de la suite du film The Full Monty : Le Grand jeu sorti en 1997.
Elle est diffusée aux États-Unis sur FX on Hulu et sur l'extension Star de Disney+ dans le reste du monde.

## Synopsis
26 ans après le spectacle de Chippendales, Gary "Gaz" Schofield et ses amis tentent toujours de survivre dans une ville de Sheffield encore plus marquée par les problèmes économiques et sociaux.
Gary "Gaz" Schofield travaille désormais comme aide-soignant mais peine toujours à finir les fins de mois. Il s'est marié pour la deuxième fois et doit gérer un autre divorce. En plus de Nathan, il a eu une fille, Destiny, aujourd'hui adolescente et qui commence à faire de graves bêtises. Gaz a du mal à passer du temps avec elle. Son fils Nathan est devenu policier et a eu un enfant, Ben. Gaz s'occupe parfois de son petit-fils, qui est en fauteuil roulant.
De son côté, Dave Horsfall travaille désormais comme homme à tout faire dans un lycée, où est scolarisée Destiny et son ami Cal. Son mariage avec Jean est en difficulté et ils n'ont jamais eu d'enfant. Barrington "Horse" Mitchell peine à payer son loyer et ses factures et est perdu dans un monde trop moderne pour lui. Guy dirige sa propre entreprise de construction, alors que Gerald Cooper est aujourd'hui à la retraite. Lomper est marié à Dennis et dirige avec lui le café Big Baps (« Aux Grosses Miches » en VF), où se retrouve toute la bande.
Destiny dérobe une voiture avec Cal. À l'arrière du véhicule, ils découvrent un chien. Ils vont rapidement apprendre qu'il s'agit de Chelsea, un chien révélé par l'émission de téléréalité Britain's Got Talent. Aidés par leur amie Tabani, ils décident de demander une rançon. Mais les choses vont se compliquer. Nathan, qui est devenu chef de la police locale, a vu Destiny sur des vidéos de surveillance. La jeune fille va alors demander de l'aide à son père.

## Distribution

### Personnages principaux
- Robert Carlyle (VF : Éric Herson-Macarel) : Gary "Gaz" Schofield
- Mark Addy (VF : Gérard Darier) : David "Dave" Horsfall
- Lesley Sharp (VF : Anne Deleuze) : Jean Horsfall
- Hugo Speer : Guy
- Paul Barber (VF : Thierry Desroses) : Barrington "Horse" Mitchell
- Steve Huison : Lomper
- Paul Clayton : Dennis, mari de Lomper et grand-père de Cal
- Tom Wilkinson (VF : Philippe Catoire) : Gerald Cooper

### Personnages récurrents
- Miles Jupp (VF : Bernard Gabay) : Darren
- Talitha Wing (VF : Justine Berger) : Destiny "Des" Schofield
- Sophie Stanton (VF : Véronique Augereau) : Hetty
- Aiden Cook (VF : Tony Sanial) : Dean "Twiglet" Blakefield
- William Snape : Nathan Schofield
- Lewis Whele : Ben Schofield
- Natalie Davies : Tabani
- Dominic Sharkey (VF : Jean-Baptiste Maunier) : Cal, petit-fils de Dennis
- Phillip Rhys Chaudhary : Dilip
- Joshua Jo : Sang-Chol
- Tupele Dorgu : Yaz
- William Fox : Brian
- Emily Bevan : Yvonne, fiancée enceinte de Guy

## Épisodes
1. Toujours d'attaque (Leveling Up)
2. La base de l'économie (Supply Chain Economics)
3. La vie en rose (La Vie en Rose)
4. Le pigeon (Homing)
5. Terre d'asile (Re-Homing)
6. Coup de sang à l'agence pour l'emploi (Welcome to the Job of Your Dreams)
7. On abandonne personne (No Man Left Behind)
8. Ultime pieds de nez (It's Not the Waking, It's the Rising)

## Production
The Full Monty : Le Grand jeu sort au cinéma en 1997. Dès 2001, un projet de suite est évoqué. Finalement en mars 2022, il est annoncé que c'est en série que se poursuivra l'intrigue. La plupart de la distribution du film est ici de retour. Hugo Speer, qui incarnait Guy, est initialement engagé mais renvoyé en cours de production pour « comportement inapproprié ». L'acteur se défendra plus tard dans les médias.
Le tournage débute en Manchester en mai 2022. Un mois plus tard, les prises de vues se poursuivent à Sheffield.

## Accueil
Sur l'agrégateur américain Rotten Tomatoes, la série obtient 61% d'avis favorables avec une note moyenne de 5.70⁄10 pour 28 critiques. Sur Metacritic, qui utilise une moyenne pondérée, le film obtient une note de 58⁄100 pour 19 critiques.